# Nano (chanteuse)
Hana Ishiyama Ohara (ナノ) dite Nano, née le 17 juillet 1988 à New York, est une chanteuse japonaise.

## Biographie

### Jeunesse
Elle est née le 12 juillet 1988 à New York.
Elle grandit aux États-Unis lorsqu'elle était enfant, mais ensuite déménagé au Japon à l'âge de quatorze ans.

### Carrière
Elle enregistré plusieurs chansons originales pour diverses séries animées comme : Hidan no Aria, Btooom!, et Arpeggio of Blue Steel.

## Discographie

### Albums
- 2012 : Nanoir
- 2015 : Rock On
- 2017 : The Crossing
- 2020 : I
- 2021 : ANTHESIS
- 2023 : NOIXE

### Singles
- 2012 : Now or Never (thème de l'anime Phi Brain: Puzzle of God)
- 2012 : No Pain, No Game (thème de l'anime Btooom!)
- 2013 : SAVIOR OF SONG (thème de l'anime Arpeggio of Blue Steel)
- 2013 : Nevereverland
- 2014 : Born to Be (thème de l'anime Magical Warfare (en))
- 2016 : DREAMCATCHER (thème de l'anime Magical Girl Raising Project (en))
- 2019 : Kemurikusa (thème de l'anime Kemurikusa (en))